# Ejido

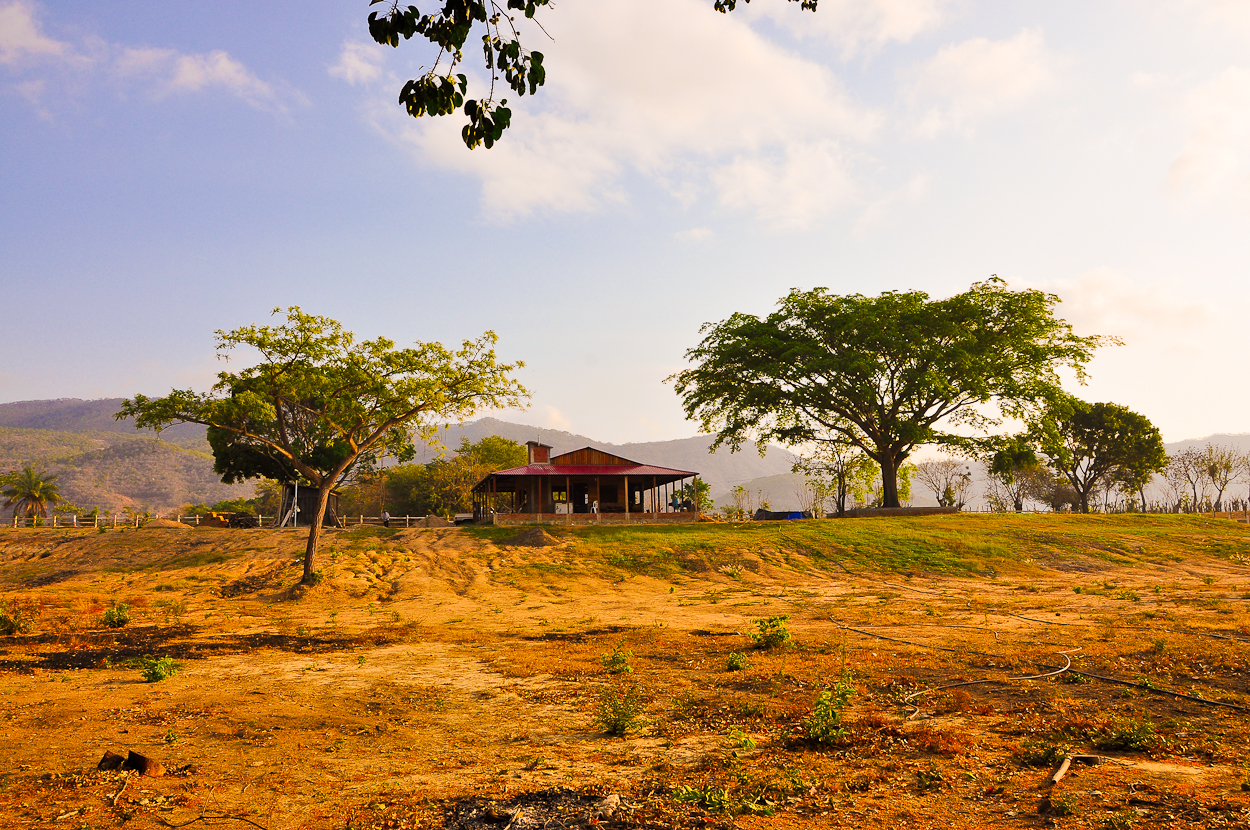
Ejido em Cuauhtémoc

Um ejido é uma porção de terra não cultivada e de uso público, também é considerada, em alguns casos, como propriedade do Estado ou dos municípios. Para o México, o ejido é uma propriedade rural de uso coletivo de grande importância na vida agrícola do país.
O processo do ejido consiste em o governo tomar terras particulares e utilizá-las como terras comuns: prática comum durante o Império Asteca no México.
Na era colonial do México, o ejido quase desapareceu, mas foi reimplantado pelo sistema de encomiendas. Entretanto, este sistema foi abolido na Constituição de 1917, apesar de ter havido a promessa de restabelecer o sistema de ejidos, o qual não sucedeu até a presidência de Lázaro Cárdenas em 1934.
O propósito de restabelecer o sistema de ejidos era devolver terras ao povo e produzir mais alimentos. A terra pertence ao estado e o banco nacional paga por todo o maquinário e todo o necessário para manter a terra.
Em 1960 23% das terras cultivadas no México eram ejidos.